# Gålsjö bruk

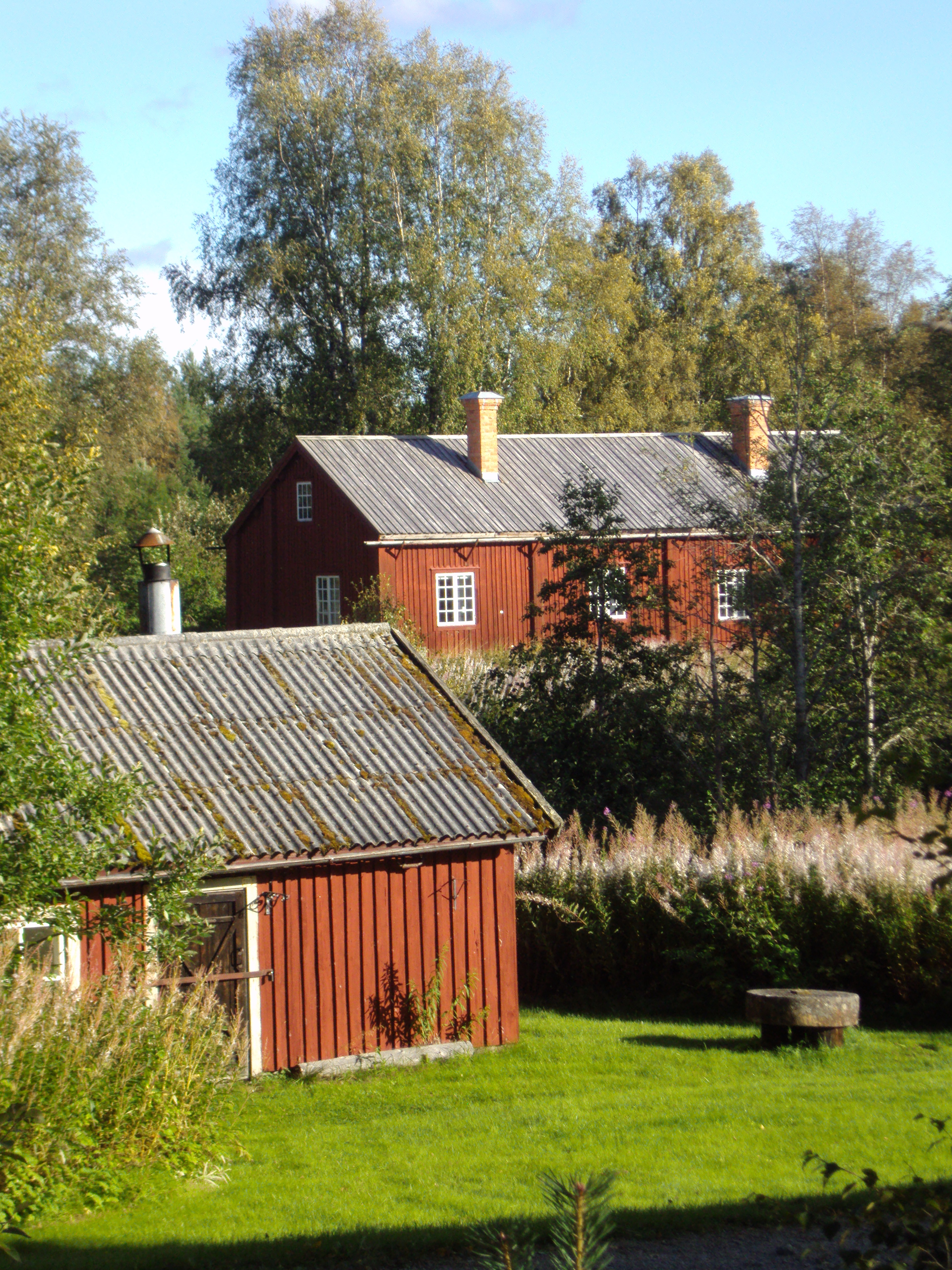
Gålsjö bruk 2012.

Gålsjö bruk var ett järnbruk i Boteå socken i dagens Sollefteå kommun i Ångermanland.

## Historik
Gålsjö järnbruk anlades omkring år 1700 och lades ner år 1872. Brukets bebyggelse består numer främst av en herrgård av trä från 1776. I bruket finns en bruksgata med sex hus från tiden omkring 1730. Hela Gålsjö bruk blev byggnadsminnesförklarat år 1977.
Mellan åren 1773 och 1996 ingick Gålsjö bruk i Gålsjö bruksförsamling. Gålsjö kapell byggdes omkring år 1770, men brann ned år 1971. År 1991 invigdes ett nybyggt kapell med en stomme i form av en åttakantig timmerloge.

## Panorama
Panorama från vägen mot Gålsjö bruk.

## Ortnamnet
Brukets namn skrevs år 1790 som Gålsiö Bruk. Bruket ligger nära Gålsjön och i sjönamnets förled finns troligen ordet gård. Detta antages åsyfta något fångstredskap, kanske fiskegård eller älggård.